# Broken World
Broken World is een single van de Zweedse punkband Millencolin die op het album Machine 15 staat. Het nummer was in eerste instantie uitgebracht als een radio/promo single en niet voor de verkoop. Uiteindelijk gebeurde dit op 23 juli 2008 toch exclusief in de iTunes Store, naast het originele nummer zitten er ook nog twee live versies bij.

## Nummers
1. "Broken World"
2. "Broken World" (live)
3. "Detox" (live)

Nikola Šarčević · Mathias Färm · Fredrik Larzon · Erik Ohlsson
Albums en ep's: Use Your Nose · Skauch · Same Old Tunes · Life on a Plate · For Monkeys · Hi-8 Adventures Soundtrack · The Melancholy Collection · Pennybridge Pioneers · No Cigar · Millencolin/Midtown Split · Home from Home · Kingwood · Machine 15 · The Melancholy Connection · True Brew · SOS
Video's en dvd's: Millencolin and the Hi-8 Adventures